# Mentor (Ohio)
Mentor é uma cidade localizada no estado norte-americano de Ohio, no Condado de Lake.

## Demografia
Segundo o censo norte-americano de 2000, a sua população era de 50.278 habitantes.
Em 2006, foi estimada uma população de 51.593, um aumento de 1315 (2.6%).

## Geografia
De acordo com o United States Census Bureau tem uma área de
72,7 km², dos quais 69,3 km² cobertos por terra e 3,4 km² cobertos por água. Mentor localiza-se a aproximadamente 327 m acima do nível do mar.

## Localidades na vizinhança
O diagrama seguinte representa as localidades num raio de 8 km ao redor de Mentor.